# Пурцен, Рудольф Янович
Рудольф Янович Пурцен (11 февраля 1920, Москва — 1 ноября 1997) — советский конструктор вооружений, лауреат Государственной премии СССР.

## Биография
Родился в Москве 11 февраля 1920 года в семье телеграфиста и домохозяйки, в 1921 году переехал с семьёй в посёлок Никольское Московской области, где в 1932 году окончил начальную школу.

В 1935 году, после окончания семилетки, поступил в Московский автомеханический техникум.

В 1939 году, получив среднее техническое образование, был принят на должность конструктора в Научно-исследовательском технологическом институте (НИТИ-40), работал в составе созданных при институте бригад, оказывавших предприятиям в разных уголках Советского Союза помощь по внедрению новейшей техники и передовых технологий.

Начало Великой Отечественной войны застало Р. Я. Пурцена в Саратове, где начиналось серийное производство самозарядных противотанковых ружей Симонова.

В годы войны он принимал участие в освоении и организации массового производства новых образцов вооружения на заводах Москвы, Ленинграда, Куйбышева, Горького, Коврова и других городов, за что был награждён медалью «За доблестный труд в Великой Отечественной войне 1941—1945 гг.».

После снятия блокады был направлен в Ленинград, где в течение семи лет работал в Центральном конструкторском бюро, участвовал в восстановлении предприятий города и налаживании промышленного производства. В 1953 году вернулся в Москву.

С 1957 года жил Туле и работал в конструкторском бюро приборостроения под руководством И. Ф. Дмитриева.

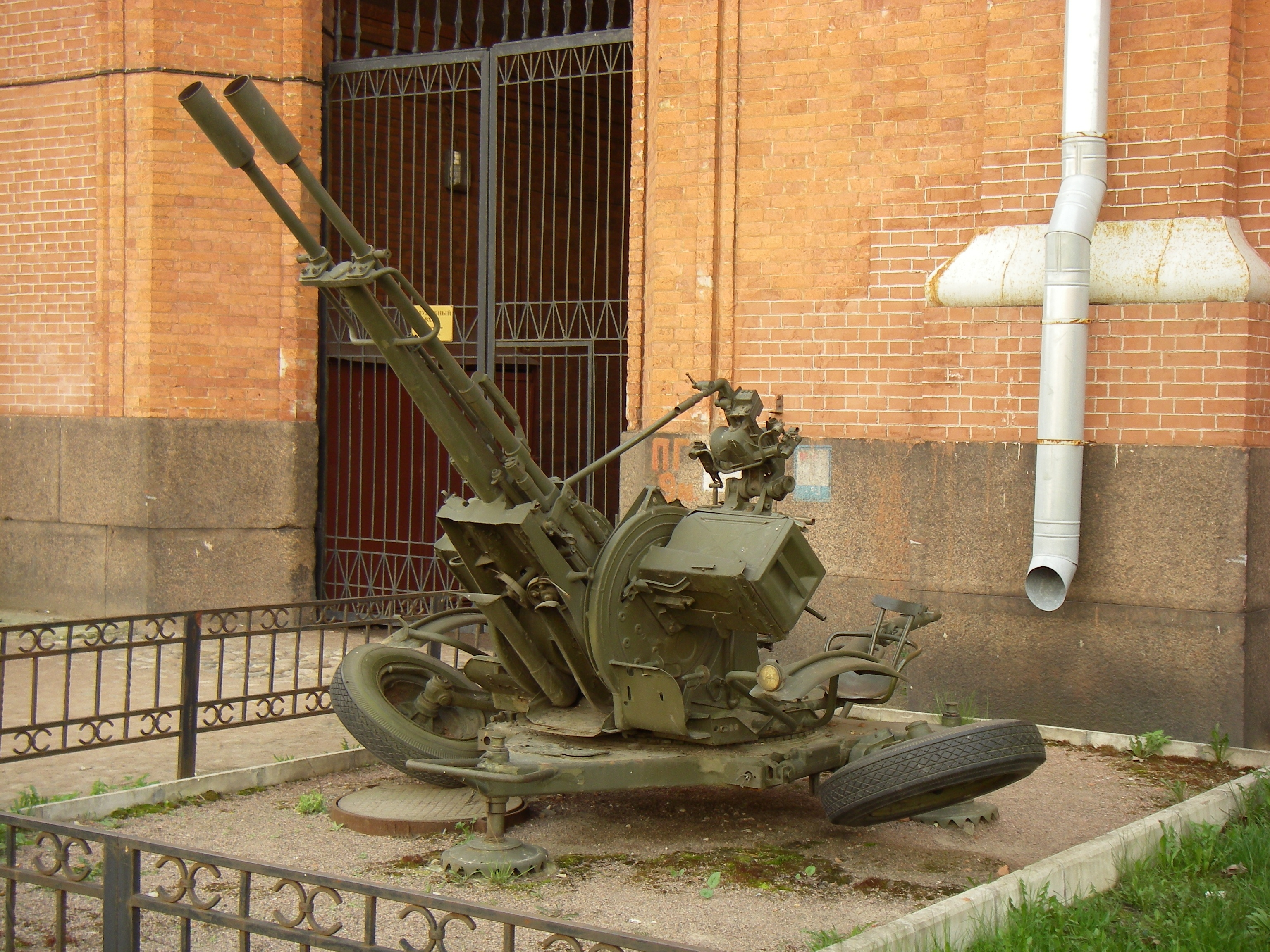
Зенитная установка ЗУ-23-2

Руководил проектом создания лёгкой зенитной установки. Благодаря оперативности и правильной организации работы, менее чем за два года был пройден весь цикл от чертежей и опытных экземпляров до серийного образца. Уже 22 марта 1960 году на вооружение Советской Армии была принята 23-мм спаренная зенитная установка ЗУ-23-2, которая впоследствии успешно применялась в ходе боевых действий в Анголе, Афганистане, Никарагуа. За разработку 23-мм зенитной установки и зенитного автомата 2А14 Р. Я. Пурцен вместе с конструкторами В. И. Волковым, Л. С. Мочалиным, Е. К. Рачинским и П. Г. Якушевым был удостоен Государственной премии СССР 1968 года.

В 1966 году под руководством Р. Я. Пурцена была доработана и усовершенствована конструкция 14,5-мм горно-вьючной зенитной установки, разработка которой была начата в 1957 году, но приостановлена из-за отсутствия потребности армии в таком вооружении. После проведения успешных войсковых испытаний установки ЗГУ-1 конструкции Пурцена — Рачинского было организовано её производство для поставок на экспорт. Установка использовалась в боевых действиях на территории Вьетнама и ряда других стран.

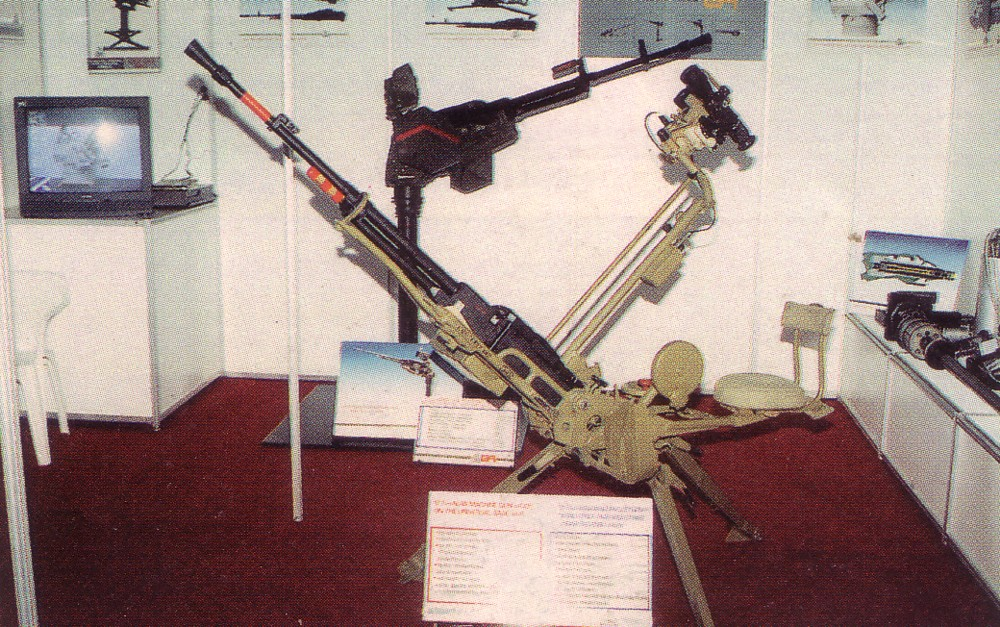
Пулемёт НСВ-12,7 «Утёс» на станке 6У6

Весной 1968 года с группой конструкторов приступил к созданию лёгкой пулемётной установки для находившегося в разработке 12,7-мм пулемёта «Утёс». По схеме хорошо зарекомендовавшей себя ЗГУ-1, к началу 1970 года была сконструирована и представлена для испытаний новая установка с высокими боевыми характеристиками, сочетавшими сравнительно небольшую массу и улучшенные возможности для ведения прицельной стрельбы. После завершения работ над пулемётом, проводившихся под руководством конструктора Г. И. Никитина, в 1973 году установка была принята на вооружение, как Универсальный станок 6У6 конструкции Пурцена под пулемёт НСВ.

Затем Р. Я. Пурцен возглавил проектирование боевой машины 9П148 и выносной пусковой установки самоходного противотанкового ракетного комплекса 9М113 «Конкурс». Все работы были проведены в очень короткий срок — всего за четыре года, и уже в январе 1974 года комплекс, монтируемый на стандартное шасси БРДМ-2, был принят на вооружение. Р. Я. Пурцен и другие конструкторы, принимавшие участие в его создании, были удостоены Государственной премии СССР 1975 года.

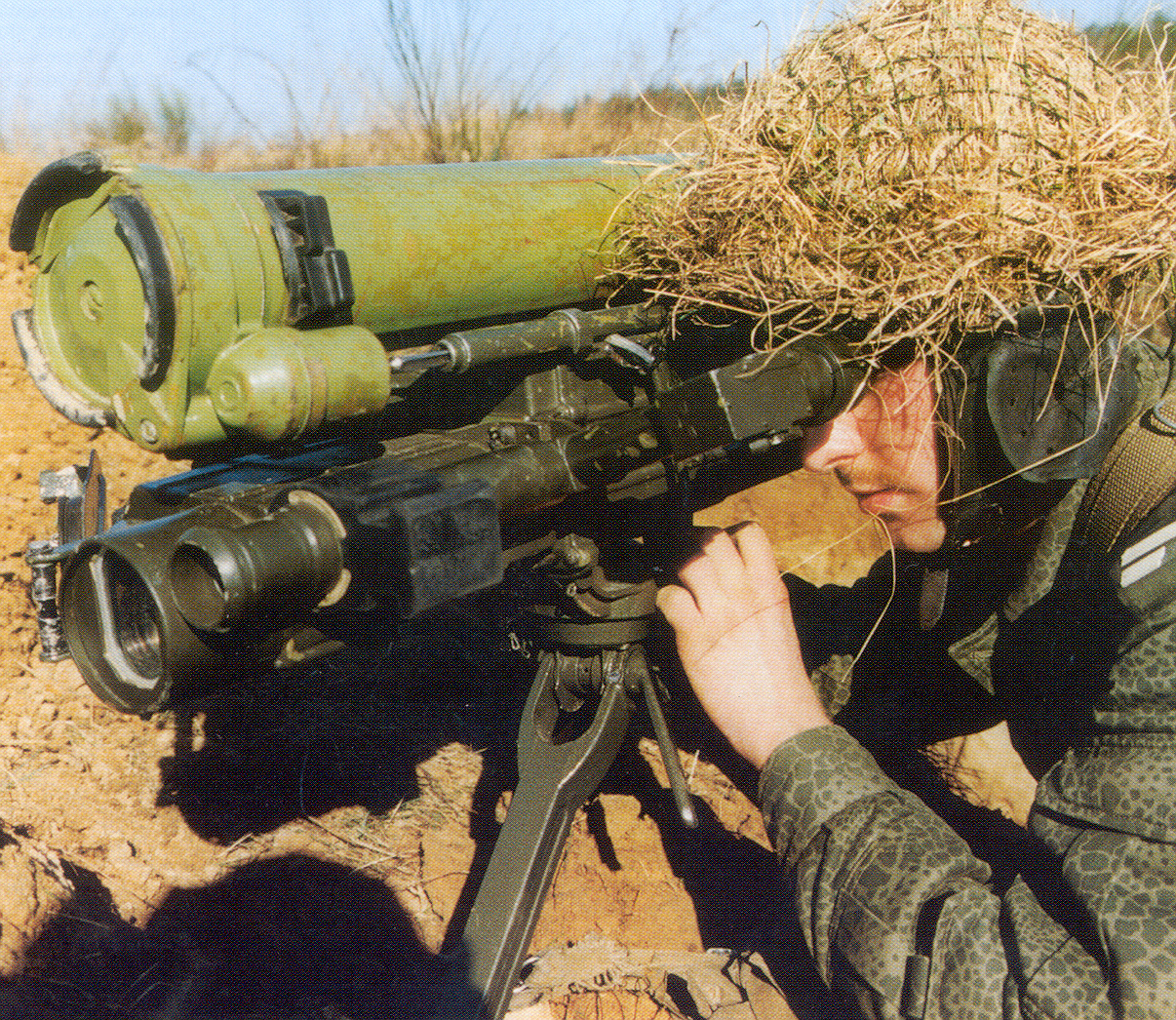
ПТРК «Метис» на станке 9П152

Внёс большой личный вклад в разработку станка 9П152 для лёгкого противотанкового ракетного комплекса «Метис», участвовал в проектировании ПТРК «Фагот».

Являясь заместителем главного конструктора по разработке зенитного комплекса «Тунгуска», предложен ряд уникальных решений, реализованных впервые в мировой практике.

Немало сил, знаний и таланта вложил в создание современных зенитных комплексов 
«Кортик» и «Конкурс-Р».

Оригинальные идеи, положенные Р. Я. Пурценом в основу своих конструкторских решений, защищены 78 авторскими свидетельствами на изобретения. Его учениками является ряд известных специалистов-оружейников, например, лауреат премии Мосина Леонид Степанов.

## Семья
Сын - художник, дизайнер, продюсер и рок-музыкант Владимир Пурцен, основатель рок-группы ВИА ВСЕ, член Союза дизайнеров России. Скончался в возрасте 51 года в 2018 году. Дочь - Ирина Пурцен, 29 октября 1947 г. рождения.

## Награды и звания
- Орден Ленина (1979)
- Орден Октябрьской Революции (1971)
- Орден «Знак Почёта» (1966)
- Медаль «За доблестный труд. В ознаменование 100-летия со дня рождения Владимира Ильича Ленина» (1970)
- Медаль «За доблестный труд в Великой Отечественной войне 1941—1945 гг.» (1946)
- Медаль «Тридцать лет Победы в Великой Отечественной войне 1941—1945 гг.»(1975)
- Лауреат Государственной премии СССР 1968 и 1975 гг.
- Лауреат премии им. С. И. Мосина 1965 и 1973 гг.